# Kiosque carrelé
Le Kiosque carrelé ou Pavillon émaillé (en turc Çinili Köşk) est un manoir datant de 1472, situé dans l'enceinte extérieure du palais de Topkapi. C'est l'un des plus anciens édifices d'architecture civile ottomane d'Istanbul. Il a été construit par le sultan ottoman Mehmed II comme palais d'été ou manoir. Il tire son nom des carreaux de céramique qui ornent sa façade. Bien que l'architecte exact ne soit pas connu, certaines sources affirment qu'il a été construit par l'architecte Atik Sinan. On l'appelle également Pavillon de Verre ou Palais de Verre.

## Musée
Il servit de Museum-i Hümayun (Musée Impérial) entre 1875 et 1891. Il a été ouvert au public en 1953 sous le nom de Musée des Arts turcs et islamiques. Plus tard, il fut intégré au musée archéologique d'Istanbul dont il est l'une des composantes (Musée du Pavillon émaillé). Des carreaux de faience d'Iznik et des échantillons de céramique des périodes seldjoukide et ottomane sont exposés dans le musée.

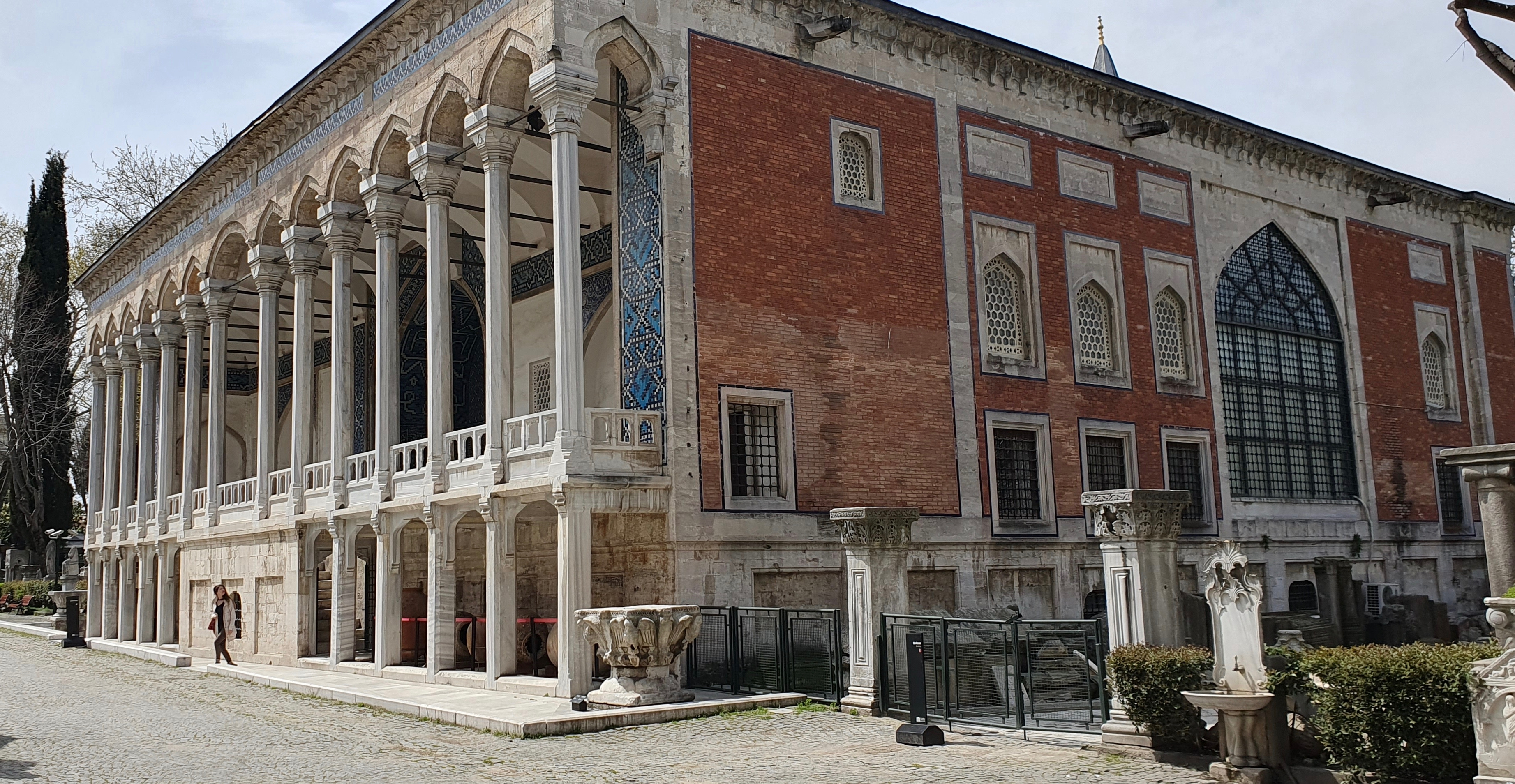
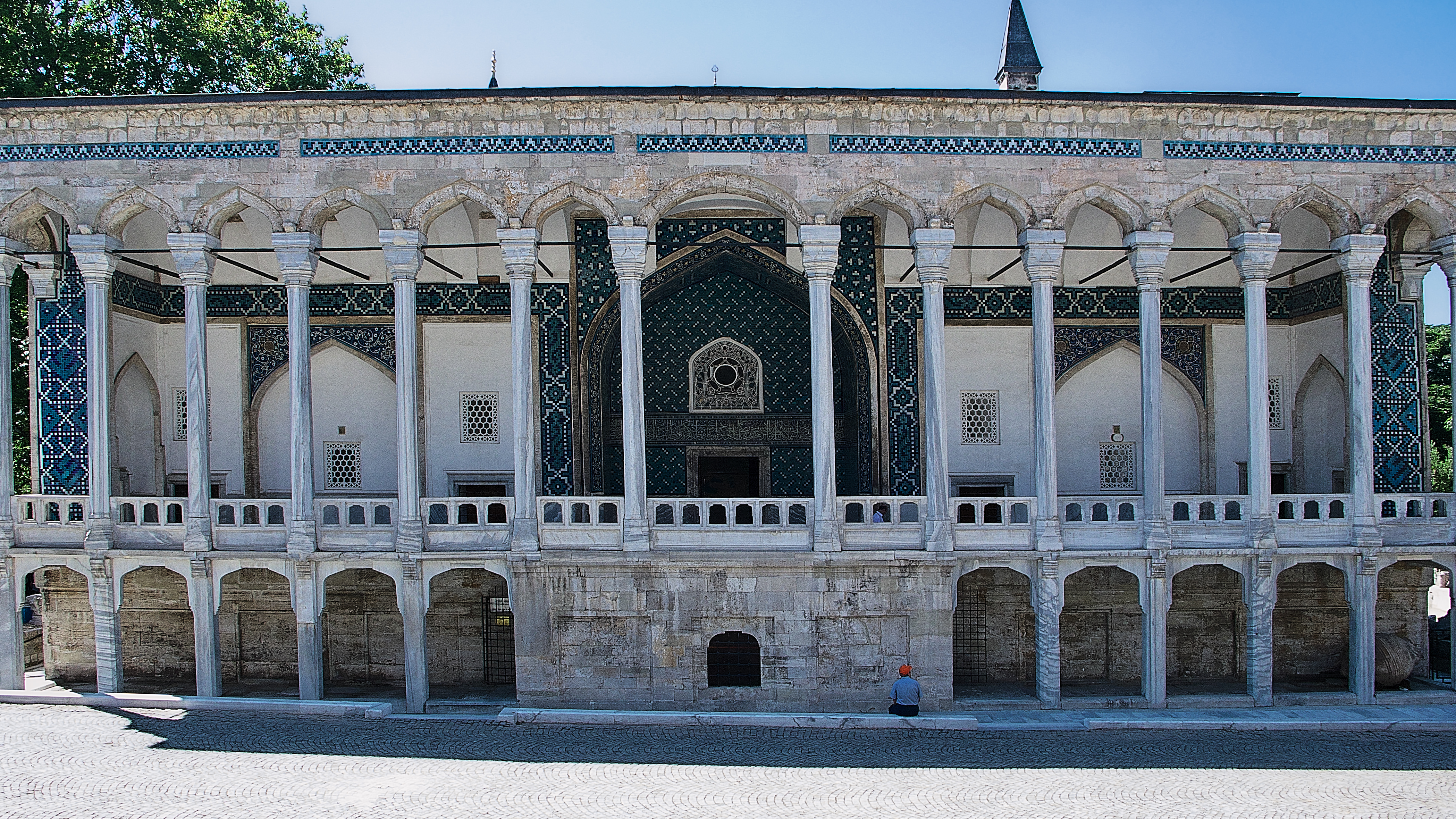
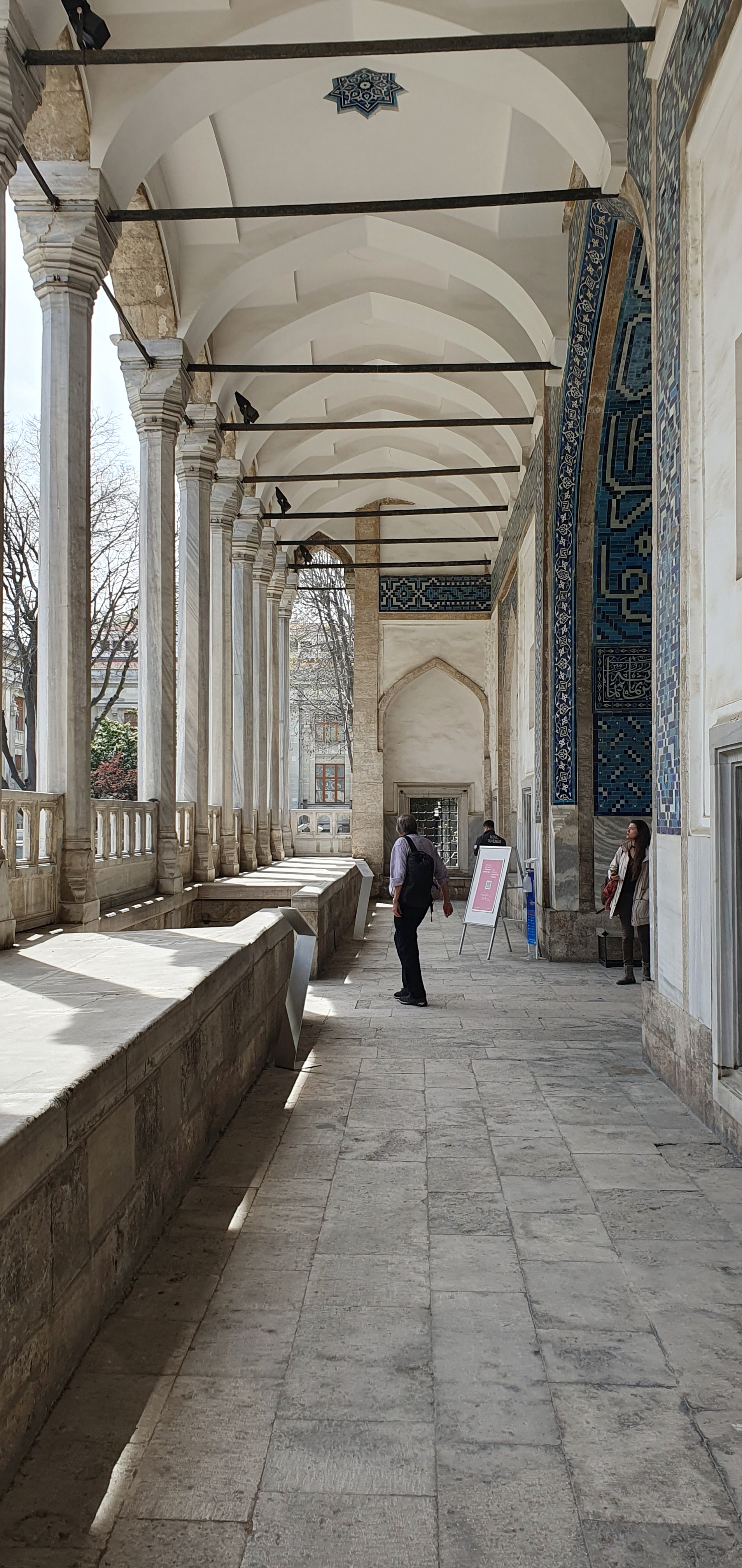
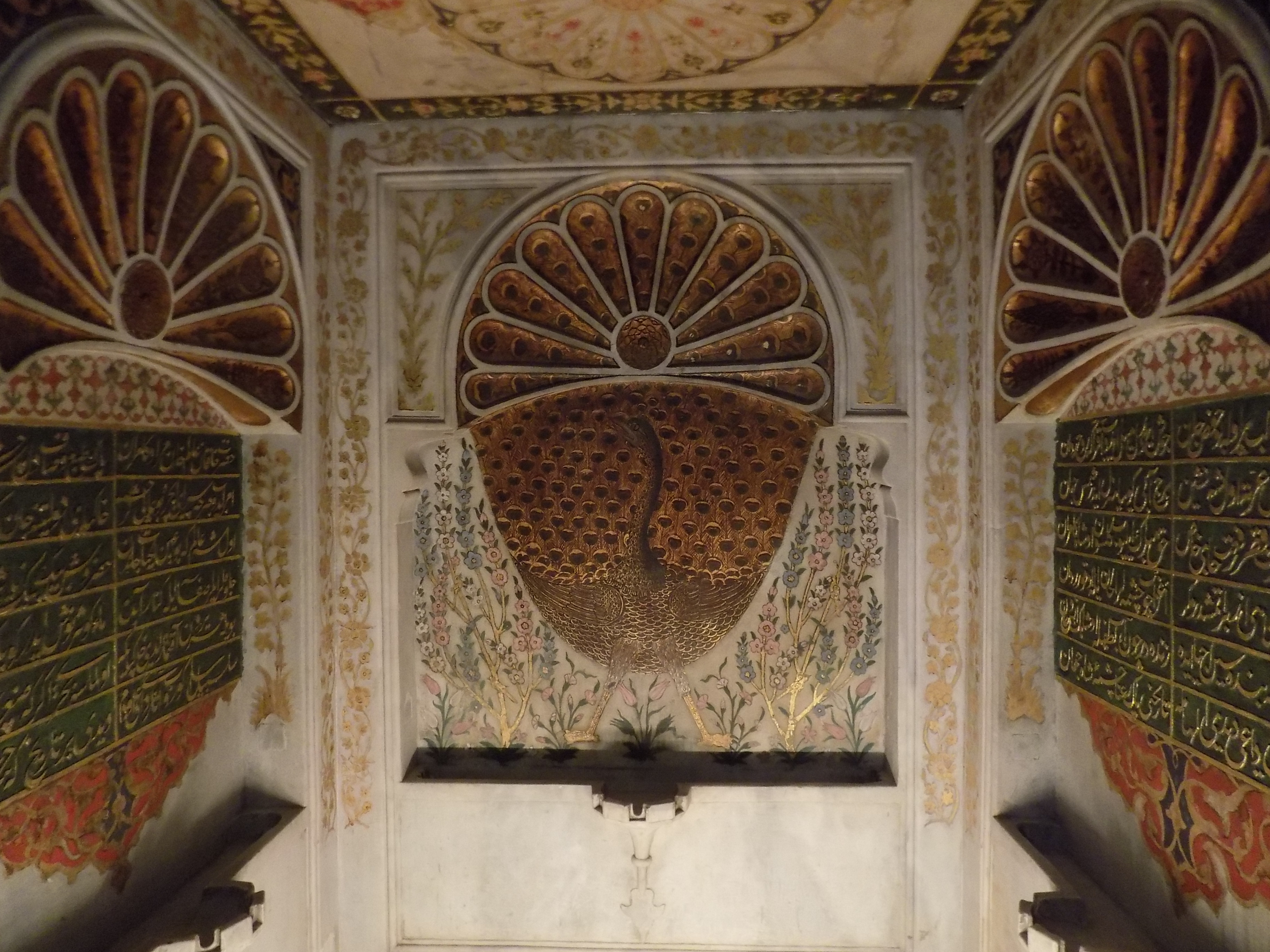
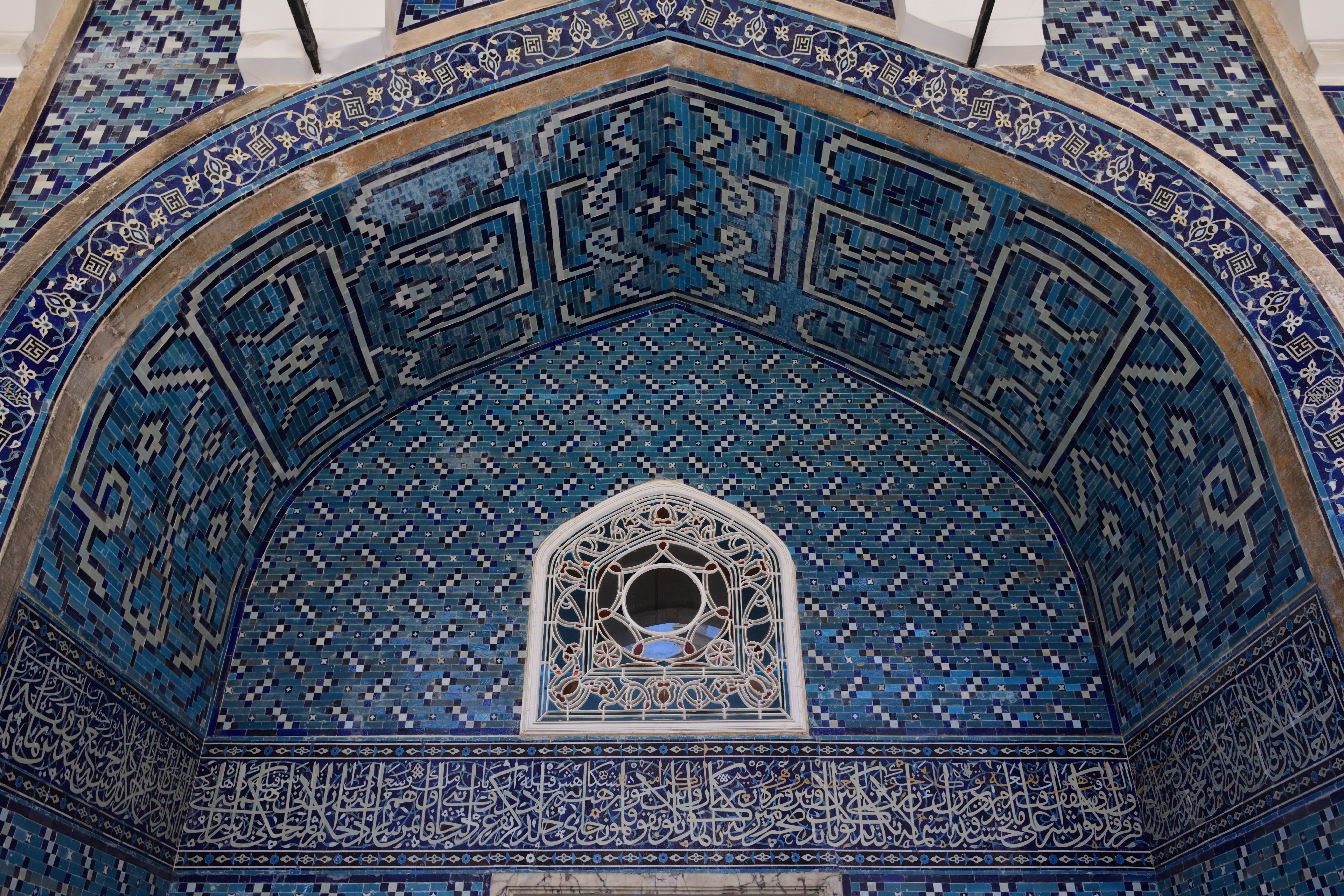
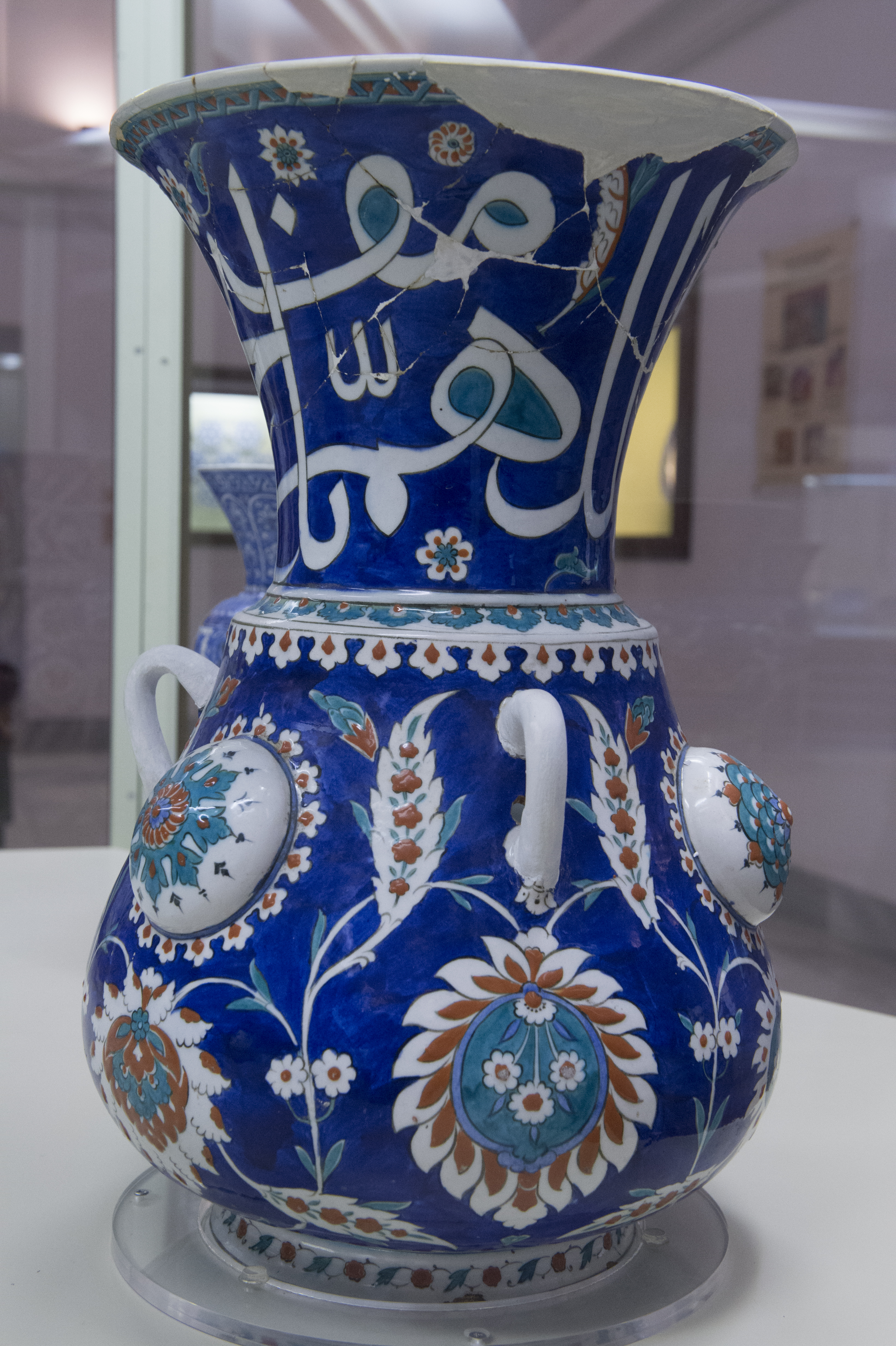
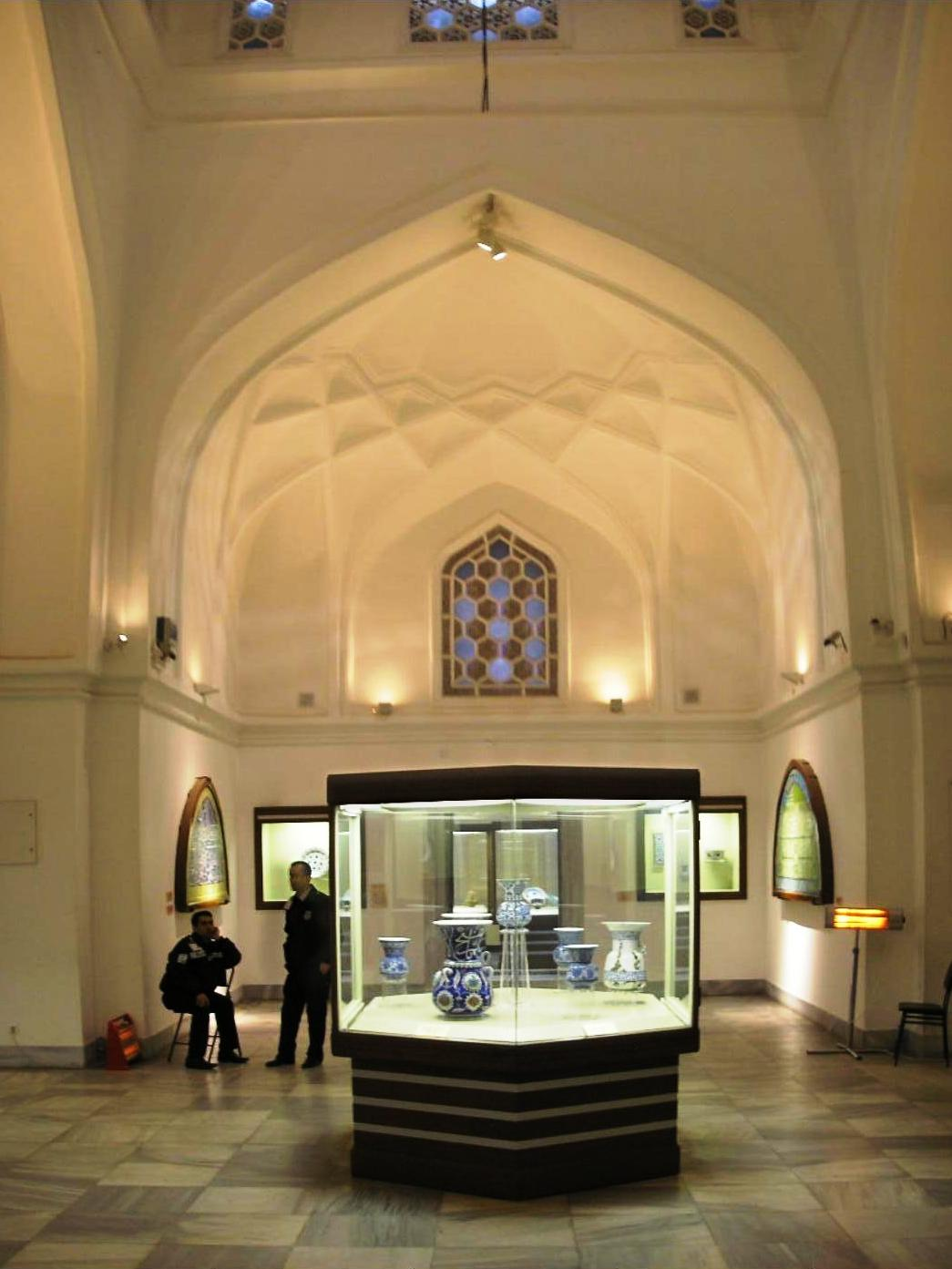

## Source
1. 1 2 3  <span class="ouvrage" id="(ISBN 975-458-044-8)">Türkiye Müzeleri, Ankara, Türkiye İş Bankası, 1999, 189 p.

- Gülru Necipoglu. Le palais de Topkapi aux 15e et 16e siècles – Architecture, cérémonie et pouvoir. 2007.  (ISBN 975-08-1155-0)
- Fanny Davis. Palais de Topkapi à Istanbul. 1970. pG. 266-267. ASIN B000NP64Z2